# Gesellschaft für Goldschmiedekunst
Die Gesellschaft für Goldschmiedekunst e.V. (GfG) ist eine deutsche gemeinnützige Organisation zur Förderung internationaler zeitgenössischer Gestaltungstendenzen von Schmuck und Gerät. Seit 1942 hat sie neben Berlin im Deutschen Goldschmiedehaus in Hanau einen Zweitsitz und betreibt dort seit 2006 ein Schmuckmuseum.

## Geschichte
Die Berufsvertretungen der deutschen Juweliere, Gold- und Silberschmiede, die Freie Vereinigung des Gold- und Silberschmiedegewerbes der Stadt Berlin und der Verein für deutsches Kunstgewerbe suchten zu Beginn der 1920er Jahre nach einer wirksamen Belebung und nach Wegen zur Erneuerung der deutschen Goldschmiedekunst. Eine Ausstellung im Alten Museum in Berlin zum Thema „Schmuck als Kunstwerk“ veranlasste den Berliner Juwelier Ferdinand Richard Wilm am 3. August 1932 in Berlin zur Gründung der „Deutschen Gesellschaft für Goldschmiedekunst“. Zu der konstituierenden Versammlung fanden sich vierzehn Vertreter aus Wirtschaft, Kunst und Kultur zusammen, darunter der Goldschmied Emil Lettré, der Juwelier Jaro Reimann sowie der Architekt und Gestalter Peter Behrens. Zum Gründungspräsidium gehörten u. a. der Generaldirektor der Staatlichen Museen Berlin, Wilhelm Waetzoldt, sowie Peter Behrens, der sich als Berater in künstlerischen Fragen zur Verfügung stellte.
Von Beginn an sah man eine der vorrangigen Aufgaben in der Förderung der Gold- und Silberschmiedekunst. Noch im Gründungsjahr wurde unter dem Motto „Der silberne Becher“ eine Wettbewerbstätigkeit aufgenommen, die bis heute zu wechselnden Themen fortgesetzt wird. 1933 stiftete die Gesellschaft zum ersten Mal den Goldenen Ehrenring für Goldschmiedekunst sowie die Goldene Medaille für Goldschmiedekunst.
Auch durch publizistische Tätigkeit wollte man zur Dokumentation und Verbreitung der Edelmetallkunst beitragen. 1933 erschien mit „Die Deutsche Goldschmiedekunst“, bearbeitet von Wilhelm Lotz, das erste Jahresheft der Gesellschaft. Mit der Schriftenreihe „Kleinodien“ sowie Herausgabe der Zeitschrift „Gold + Silber“ wurde die publizistische Tätigkeit bis in die 1950er Jahre fortgeführt. Auch heute publiziert die Gesellschaft für Goldschmiedekunst in unregelmäßigen Abständen Kataloge und Schriften zur Metallkunst.
Ferdinand Richard Wilm, 1912 zum Hofjuwelier Kaiser Wilhelm II. ernannt, war gesellschaftlich bestens vernetzt und nutzte seine Kontakte für die Arbeit der Gesellschaft. Im Umgang mit höchsten politischen Kreisen geübt, suchte er schon kurz nach der Machtergreifung Kontakt zu Adolf Hitler und wichtigen Funktionären der NSDAP. Der Gesellschaft wurden immer wieder finanzielle Mittel zugedacht, Vertreter der Führungsriege nahmen an wichtigen Veranstaltungen teil und auch die Präsidenten Ludwig Roselius und Hermann Esser nutzten ihren politischen Einfluss für die Gesellschaft.
1936 veranstaltete die Gesellschaft im Berliner Haus der Kunst eine große Ausstellung „Bildnisse deutscher Männer“.
Am 7. April 1942 wurde auf Anregung von F. R. Wilm eine Zweigstelle der Gesellschaft in Hanau gegründet, die am 18. Oktober 1942 im bis dahin als Museum des Hanauer Geschichtsvereins genutzten Altstädter Rathaus das Deutsche Goldschmiedehaus einrichtete. Der Umbau des Hauses zu einem Museum der Gold- und Silberschmiedekunst – mitten in den Wirren des Krieges – war nur durch die Unterstützung wichtiger Stellen der NSDAP möglich.
Das Museumsgebäude wurde bei einem Bombenangriff im März 1945 zerstört und erst 1958 wieder aufgebaut. Nach dem Ende des Zweiten Weltkrieges verlegte die Gesellschaft für Goldschmiedekunst ihren Sitz von Berlin nach Hamburg und vollzog die Wandlung von einer nationalen zur internationalen Organisation. Anfang der 1950er Jahre wurde das „Deutsche“ aus dem Namen der Gesellschaft gestrichen. 1985 übersiedelte sie in das Deutsche Goldschmiedehaus in Hanau. Dieses wird seit 2006 von der Gesellschaft verwaltet.
Im Jahre 2017 beauftragte die Gesellschaft für Goldschmiedekunst e.V. die unabhängige Gesellschaft für Unternehmensgeschichte (GUG) mit der Aufarbeitung ihrer NS-Geschichte. Die Historiker Michael Bermejo und Andrea H. Schneider-Braunberger gaben zwei Jahre später ihre Ergebnisse in Buchform unter dem Titel „Das Goldene Netzwerk. Die Deutsche Gesellschaft für Goldschmiedekunst in der Zeit des Nationalsozialismus“ heraus.

## Tätigkeit
Die Gesellschaft sieht sich als international orientierte, kulturelle Einrichtung. Sie will die zeitgenössische Goldschmiedekunst durch Wettbewerbe, Preise, Ausstellungen und publizistische Aktivitäten fördern. Außerdem soll ein Archiv zur Schmuckkunst und Gerätgestaltung des 20. und 21. Jahrhunderts aufgebaut werden. Über Wettbewerbe will die Gesellschaft zur Erhaltung traditioneller Gold- und Silberschmiedetechniken unter Verwendung neuer Gestaltungsinhalte wie Granulation, Filigran und Email betragen. Seit ihrer Gründung richtete die GFG über 150 Ausstellungen und über 100  Wettbewerbe aus.
Der Gesellschaft gehören über 400 Mitglieder aus dem In- und Ausland, darunter hauptsächlich Gold- und Silberschmiede, Designer und Künstler, an. Präsident ist derzeit Hartwig Rohde.

## Auszeichnungen

### Goldener Ehrenring
Der Goldene Ehrenring ist die höchste internationale Auszeichnung an einen Gold- oder Silberschmied. Er wird zum Zeichen von Anerkennung und Dank für künstlerisches oder erzieherisches Wirken vergeben. Er soll zugleich eine symbolische Verpflichtung gegenüber der Goldschmiedekunst und ein Zeichen freundschaftlicher Verbundenheit zwischen den Trägern darstellen. Durch die Träger dieser Auszeichnung wird aller drei Jahre ein neuer Ehrenringträger ausgewählt, der zuletzt ausgezeichnete Künstler kreiert dabei den Ehrenring für seinen Nachfolger.
Nach der Absage von Bernhard Schobinger 2016 wurde der Ring nicht mehr vergeben
- 1933: Franz Rickert
- 1934: Emil Lettré
- 1935: Josef Pöhlmann
- 1936: Ludwig Riffelmacher
- 1937: Johann Michael Wilm
- 1938: Elisabeth Treskow
- 1939: Karl Borromäus Berthold
- 1940: Ferdinand Richard Wilm
- 1941: Julius Maria Schneider
- 1942: August Bock
- 1943: Herbert Zeitner
- 1944: Fritz Möhler
- 1946: Theodor Wende
- 1947: Alexander Schönauer
- 1948: Hermann Wandinger
- 1949: Martin Seitz
- 1950: Josef Arnold
- 1951: Erik Fleming
- 1952: Meinrad Burch-Korrodi
- 1953: Jan-Eloy Brom
- 1954: Max Olofs
- 1955: Sigurd Persson
- 1956: Lili Schultz
- 1957: Walter Lochmüller
- 1960: Bertel Gardberg
- 1963: Søren Georg Jensen
- 1965: Max Fröhlich
- 1969: Hermann Jünger
- 1972: Friedrich Becker
- 1975: Mario Pinton
- 1978: Ebbe Weiss-Weingart
- 1982: Karl Gustav Hansen
- 1987: Bruno Martinazzi
- 1990: Anton Cepka
- 1994: Yasuki Hiramatsu
- 1998: Giampaolo Babetto
- 2002: Michael Rowe
- 2005: Peter Skubic
- 2008: Tone Vigeland
- 2011: Otto Künzli
- 2014: Robert Smit
- 2016: Bernhard Schobinger (hat die Auszeichnung abgelehnt)[10][11]

Außerdem wurde 1937 einmalig der Goldene Ehrenring für Förderer an Hermann Göring und Joseph Goebbels vergeben.

### Goldene Medaille für Goldschmiedekunst
Die Goldene Medaille wird verliehen, um Mitglieder der Gesellschaft zu ehren, die große Verdienste um die Gesellschaft geleistet haben. Die Goldene Medaille wurde 1932 vom Metallbildhauer Kurt Schumacher aus Berlin gestaltet. Die Vorderseite zeigt den Gott Apollo.
- 1933 Generaldirektor Carel Begeer
- 1935 Generalkonsul Ludwig Roselius
- 1940 Walter Otto Klein
- 1941 Generaldirektor Martin-Heinrich Wilkens
- 1942 Ferdinand Richard Wilm
- 1943 Wilhelm Ohnesorge
- 1945 Paul Hindemith
- 1955 Bundespräsident Theodor Heuss
- 70er Jahre:  Johann Peter Brandenburg
- 70er Jahre: Herbert Dröse
- 1975 Gold- und Silberschmiedemeister Paul Hartkopf
- 1978 Bundespräsident a. D. Walter Scheel
- 1987 Klaus Osthues
- 1987  Ulla Stöver
- 1995 Oberbürgermeister a. D. Hans Martin
- 2003 Walter Behning
- 2013 Curt-Albert Neumetzger
- 2016  Ruth Reisert-Hafner

## Wettbewerbe

### Internationale Silbertriennale
Seit 1965 wird die Internationale Silbertriennale in Zusammenarbeit mit dem Deutschen Goldschmiedehaus Hanau zur Förderung der zeitgenössischen Silberschmiedekunst veranstaltet. Zu jeder Silbertriennale erscheint eine Publikation mit den Werken der Teilnehmer.

### Friedrich Becker Preis Düsseldorf
Friedrich Becker Preis

### Celia Holtzer Stipendium
Das Stipendium wird jährlich von der Gesellschaft an zwei begabte Schülerinnen oder Schüler der Zeichenakademie im Andenken an die früh verstorbene Celia Holtzer (1957–2003) vergeben, die 1989 selbst Vorort Schülerin war. Gestiftet wurde das Stipendium von der Mutter Celia Holtzers, Jeanne Sybill Wallman Holtzer (Philadelphia, USA).